# Лоутон, Джон Хартли
Джон Хартли Лоутон (John Hartley Lawton, род. 24 сентября 1943 года) — британский эколог, биолог и зоолог, занимающийся вопросами популяционной динамики и биоразнообразия птиц и насекомых, с особым вниманием в последние десятилетия к воздействию глобальных экологических изменений на дикие растения и животных. Известен своим вкладом в дело охраны дикой природы в Великобритании.
Член Лондонского королевского общества (1989) и Европейской академии (2006), иностранный член НАН США и иностранный почётный член Американской академии искусств и наук (обеих — с 2008), профессор.
Рыцарь с 2005 года.

## Биография
На кафедре зоологии Даремского университета, где обучался в 1962-68 гг., получил степени бакалавра наук с отличием (1965) и доктора философии PhD (1969). С 1968 года преподавал на кафедре зоологии Оксфордского университета, а с 1971 года — в Йоркском университете, где в 1985 году получил персональную кафедру. Затем с 1989 года основатель и первый директор Центра популяционной биологии и профессор — в Имперском колледже Лондона (до 1999). В 1990—1996 годах член Royal Commission on Environmental Pollution. В 1999—2005 годах исполнительный директор Natural Environment Research Council, а в 2005—2011 годах председатель Royal Commission on Environmental Pollution.
Ныне президент Institution of Environmental Sciences (с 2015, его почётный член с 2011), а также йоркских Yorkshire Wildlife Trust и York Ornithological Club. В 1987—1993 годах член совета Королевского общества защиты птиц, в 1993—1998 гг. его председатель, а с 1999 — вице-президент общества. Являлся вице-президентом British Trust for Ornithology и в 2005—2007 гг. президентом Британского экологического общества, с 2009 г. почётный член последнего и с 2007 — Зоологического общества Лондона. Пожизненный фелло Всемирного фонда дикой природы в Великобритании (2008), а также почётный пожизненный член Game Conservancy Trust (2005) и Королевского энтомологического общества Лондона (2001). На протяжении 1990—2005 гг. являлся почётным приглашённым фелло-исследователем в лондонском Музее естествознания, и в 1992—2000 гг. — адъюнкт-учёным в Institute of Ecosystem Studies (штат Нью-Йорк). С 1996 года член European Environmental Research Organisation. Почётный приглашённый профессор в Йоркском университете (с 1998) и Имперском колледже Лондона (с 1999).
Руководил почти 50-ю аспирантами (PhD).
Женат, дети, внуки.
Автор более 320 научных работ, в том числе 17 в журнале Nature и 7 — в Science.
Удостоен почётных степеней, вручители — Ланкастерский университет (DSc, 1993), Бирмингемский университет (DSc, 2005), Йоркский университет (2005), Абердинский университет (DSc, 2006), Университет Восточной Англии (ScD, 2006).

## Награды
- 1987 — Медаль президента Британского экологического общества (первый удостоенный)
- 1996 — ECI Prize[англ.]
- 1996 — Marsh Ecology Award, Marsh Christian Trust и Британское экологическое общество (первый удостоенный)
- 1997 — Командор Ордена Британской империи
- 1998 — Distinguished Statistical Ecologist Award, INTECOL
- 1998 — Kempe Award for Distinguished Ecologists[англ.], Швеция
- 1998 — Frink Medal[англ.], Зоологическое общество Лондона
- 2004 — Премия Японии
- 2006 — Ramon Margalef Prize in Ecology[англ.], Каталония
- 2011 — RSPB Medal[англ.], Королевское общество защиты птиц (RSPB)
- 2017 — CIEEM Medal[англ.][1]